# حكومة خير الدين الأحدب الأولى
حكومة خير الدين الأحدب الأولى هي الحكومة الثامنة في عهد الانتداب الفرنسي على لبنان والأولى في عهد رئيس الجمهورية إميل إده، وقد تولّى رئاسة المجلس خير الدين الأحدب للمرة الأولى. تشكّلت في 05 يناير 1937، وألقي البيان الوزاري في 02 فبراير 1937 أمام مجلس النواب ونالت الثقة بأكثرية 13 صوتًا ضد 12. استمرت الحكومة حتى 13 مارس 1937 عندما قدّم الرئيس إستقالته.

## التشكيلة
| حكومة خير الدين الأحدب الأولى |                  |                  |                  |           |
| الحقيبة                       | الوزير           | الإنتماء السياسي | الطائفة          | المحافظة  |
| رئيس مجلس الوزراء             | خير الدين الأحدب | الكتلة الوطنية   | السنة            | الشمال    |
| وزير الداخلية                 | خير الدين الأحدب | الكتلة الوطنية   | السنة            | الشمال    |
| وزير العدلية                  | خير الدين الأحدب | الكتلة الوطنية   | السنة            | الشمال    |
| وزير المالية                  | خليل أبو اللمع   | الكتلة الوطنية   | الموارنة         | جبل لبنان |
| وزير البريد والبرق            | خليل أبو اللمع   | الكتلة الوطنية   | الموارنة         | جبل لبنان |
| وزير الأشغال العامة           | إبراهيم حيدر     | الكتلة الوطنية   | الشيعة           | البقاع    |
| وزير الزراعة                  | إبراهيم حيدر     | الكتلة الوطنية   | الشيعة           | البقاع    |
| وزير التربية الوطنية          | حبيب أبو شهلا    | الكتلة الوطنية   | الروم الأرثوذوكس | بيروت     |
| وزير الصحة والإسعاف العام     | حبيب أبو شهلا    | الكتلة الوطنية   | الروم الأرثوذوكس | بيروت     |
| وزير الإصطياف والسياحة        | حبيب أبو شهلا    | الكتلة الوطنية   | الروم الأرثوذوكس | بيروت     |